# Gordon Johnson
Gordon Johnson (* 1. August 1946 in Essendon, Melbourne) ist ein ehemaliger australischer Radrennfahrer und Weltmeister.
Gordon Johnson siegte gemeinsam mit Ronald Jonker bei den British Commonwealth Games 1970 im Tandemrennen. Ebenfalls 1970 wurde er Weltmeister im Sprint bei den Titelkämpfen in Leicester. 1972, bei der WM in Marseille, wurde er Vize-Weltmeister in derselben Disziplin sowie 1971 Britischer Sprint-Meister. Mehrfach war Johnson auch bei Straßenrennen erfolgreich wie etwa dem Grand Prix Milano 1970 und beim Grand Prix Kopenhagen 1971. 1970 wurde er Radsportler des Jahres in Australien.
Auch Gordon Johnsons Vater Tasman (Geburtsjahr 1916) war Radrennfahrer. Er nahm 1936 am Straßenrennen der Olympischen Sommerspiele auf der AVUS in Berlin teil und belegte den 16. Platz.